# Niels Munk Plum (modstandsmand)
 Der er flere personer med dette navn, se Niels Munk Plum.
Niels Munk Plum (født 29. marts 1911 i København, død 7. juli 1986) var en dansk forfatter, civilingeniør og modstandsmand, der var aktiv på venstrefløjen og medlem af VS. Han var far til Camilla Plum og bror til arkitekten Harald Plum.
Plum var søn af civilingeniør Niels Munk Plum og hustru Hanne f. Thiele. Han blev student 1929, cand.polyt. 1934, var dernæst ansat i forskellige firmaer 1934-36, i A/S Christiani & Nielsen 1936-45. Han var under Besættelsen medstifter af "Ringens" ingeniørgruppe 1942 og medlem af modstandsbevægelsens Jyllandsledelse 1945. Efter krigen var han generalsekretær for De danske Hjemmeværnsforeninger 1945-46 og forskningsleder ved Statens Byggeforskningsinstitut 1947-64.
Niels Munk Plum giftede sig 17. august 1948 med Anna Lise Henriksen, herefter Lise Plum, datter af den velhavende entrepenør H.J. Henriksen og kom ind i den mægtige H+H-koncern, der producerede gasbeton og byggemoduler i beton. Han stiftede i 1967 sammen med sin kone Lise og Niels Munk Plums Fond, der støttede fredsarbejde, menneskerettigheder og økologi (omdannet til Fredsfonden 1981) samt Plums Økologifond 1986. De to fonde blev i 2013 slået sammen til én fond, Plums Fond for Fred, Økologi & Bæredygtighed. En aktiepost i H+H udgjorde en del af kapitalen i den fond, som Lise Plum stiftede kort før sin død Enkefru Plums Støttefond. Fonden er efterfølgende gået konkurs.
Han var medstifter af Dansk Ingeniørforenings arbejdsgruppe for beton og jernbeton 1946 (nu Dansk Beton), formand 1946-52; 1948-69 permanent dansk delegeret for Réunion Internationale des Laboratoires d'Essais et de Recherches sur le Matériaux et les Constructions (RILEM), æresmedlem af organisationen 1969; 1967-70 formand for RILEM's Advisory Committee. 1965-72 medlem af Dansk Ingeniørforenings fagråd.
Medudgiver af månedsbladet Tænk i Tide 1953-54. Medstifter 1964 og medlem af bestyrelsen for bladet: Politisk Revy (1964-65). Formand for Studentersamfundet 1961-64. Medlem af Nordisk samarbejdskomité for Materialprøvning og -forskning på byggeområdet (NMB) 1964-72; 1965 medstifter af Dansk Selskab for Materialeprøvning og -forskning, formand 1965-72; 1965 medstifter og 1966 formand for Den danske Anti-Apartheid Komité. 1966 medlem af Fællesrådet for Sydafrika og Udenrigsministeriets udvalg vedr. bistand til ofrene for den sydafrikanske regerings raceadskillelsespolitik.